# Euripersia montana
Euripersia montana är en insektsart som först beskrevs av Robert Newstead 1898.  Euripersia montana ingår i släktet Euripersia och familjen ullsköldlöss. Inga underarter finns listade i Catalogue of Life.